# Cambil
Cambil es una localidad y municipio español situado en la parte occidental de la comarca de Sierra Mágina, en la provincia de Jaén, comunidad autónoma de Andalucía. El municipio comprende además la localidad de Arbuniel y otros asentamientos como Mata Bejid, La Loma o el Frontil. Cuenta con una población de 2632 habitantes (INE 2024).

## Geografía
| Noroeste: Pegalajar         | Norte: Torres | Noreste: Albanchez de Mágina |
| Oeste: Cárcheles            |               | Este: Huelma                 |
| Suroeste Campillo de Arenas | Sur: Noalejo  | Sureste: Guadahortuna        |

## Naturaleza
Es el municipio que más superficie aporta al parque natural de Sierra Mágina, estando el 25 % del municipio dentro del Parque. El centro de visitantes e interpretación del parque natural de Sierra Mágina Mata Bejid está situado en la A-324.
Se pueden disfrutar de los siguientes senderos, montes y áreas recreativas: ruta del agua y olivares, de Torrecilla, del Arroyo Salado, de los tesoros de Arbuniel, de Loma Rasa y al nacimiento del río Arbuniel, Gibralberca, el Peralejo y el Puerto de la Mata.
Destacan el caudaloso manantial del río Arbuniel, el entorno del nacimiento escalonado de la Mata en Mata Bejid, el manantial Salado que crea charcas de aguas con propiedades minero medicinales para uso externo y el manantial del cortijo Villanueva que surte a la población y tiene un abrevadero y dos acequias para regadío.

## Toponimia
Se trata de un topónimo de origen mozárabe. En textos históricos aparece en ocasiones con la grafía Cambiel. Deriva de la raíz celta cam-b que significa valle cóncavo, recodo o meandro. En la Edad Media aparece con la grafía Qanbil.

## Historia

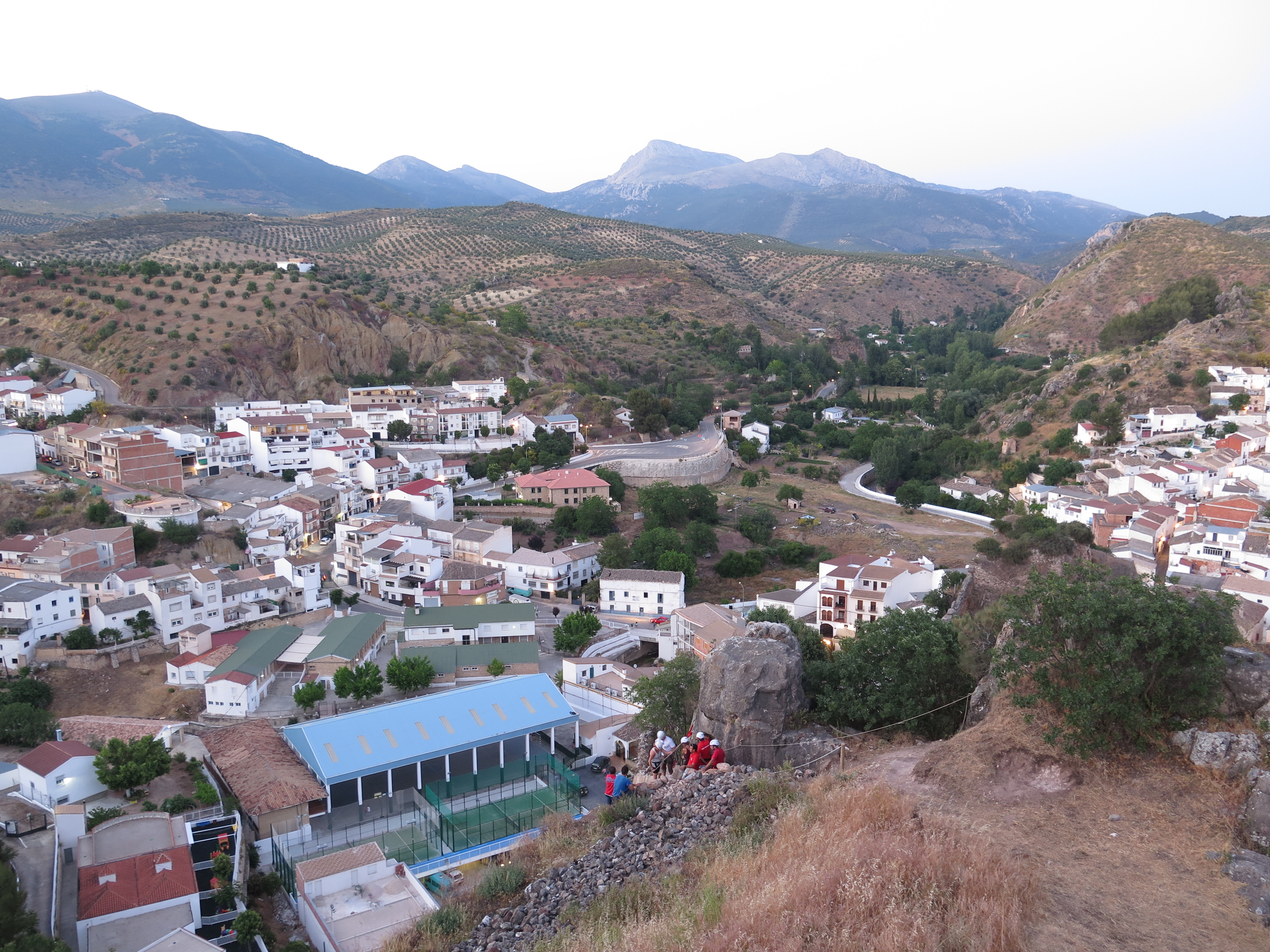
Vista general de Cambil

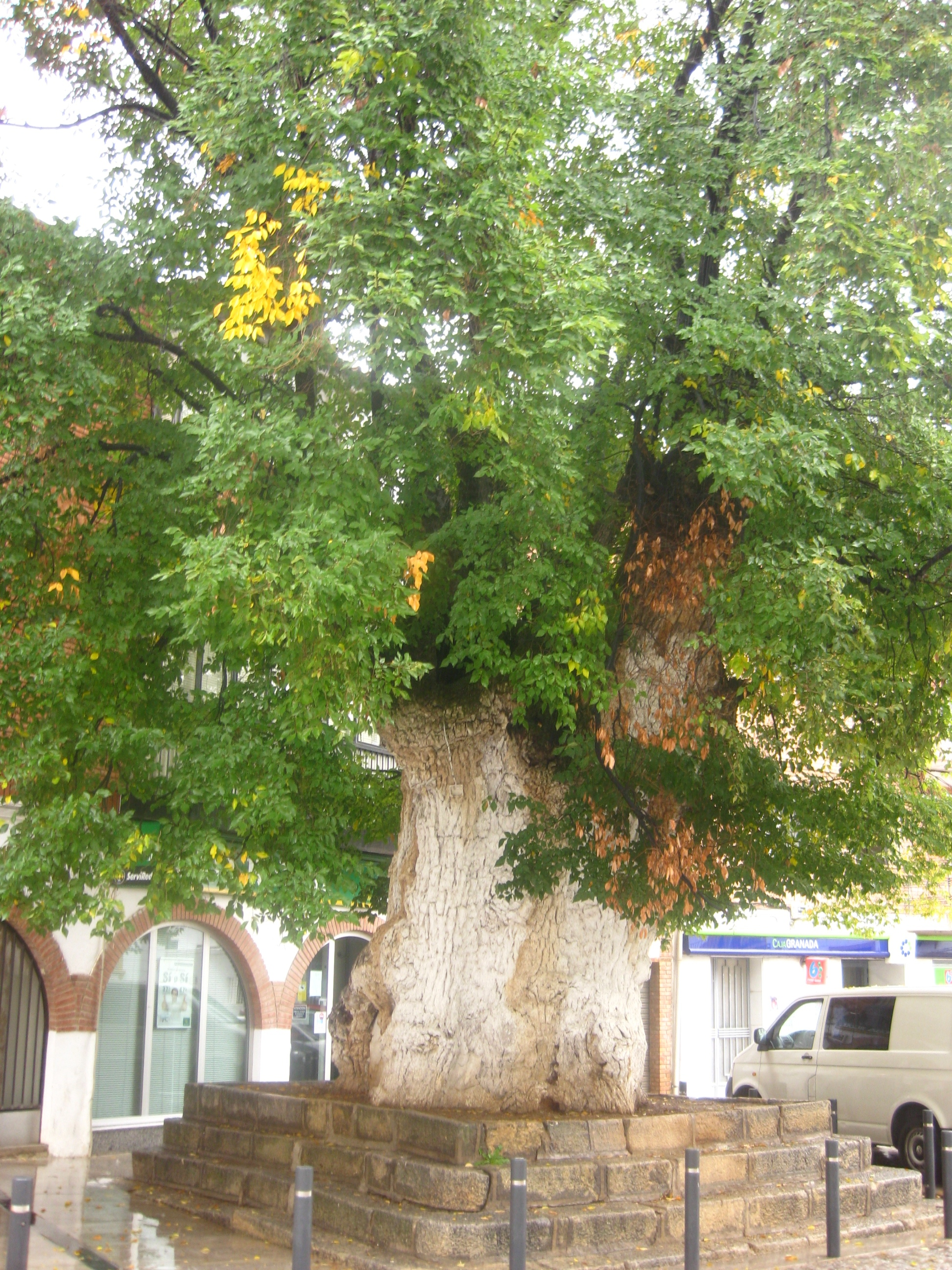
Olmo de Cambil

Hay hallazgos que identifican el municipio romano de Virgilia con Arbuniel dentro de una calzada romana que unía Cástulo con Acci por Mentesa Bastia. Sin embargo, se trata de una de las poblaciones que no perduran en la transición a la Edad Media. Durante el s. X Al Udri menciona a Cambil como población dentro de la Cora de Elvira situada en el camino de Córdoba a Almería y Pechina por Jaén. Entre los s. XIII a XV es una plaza fuerte avanzada en la frontera norte del Reino Nazarí junto con Alhabar y Arenas, con la excepción del periodo de 1312 a 1369 en que estuvo en manos castellanas por la conquista del Infante Pedro de Castilla. Los Hechos del Condestable Miguel Lucas de Iranzo revelan que una vez rota la tregua de 1462 los castellanos intentaron sucesivamente y sin éxito rendir estas plazas.
Los castillos de Cambil y Alhabar tuvieron una gran importancia estratégica y militar durante la Guerra de Granada ya que dominaban la frontera norte del Reino Nazarí a través del control del paso natural del río Guadalbullón y conteniendo las amenazas desde Jaén, Martos y La Guardia. El éxito en toma de estas dos plazas el 21 de septiembre de 1485 fue decisivo para el avance castellano y supuso el desmantelamiento y abandono de todas plazas fuertes de la antigua frontera. La campaña de asedio la planearon los Reyes Católicos con una marcha desde Jaén, con el propio Fernando el Católico y contó con la aportación de bienes del Obispo Luis Ossorio, las fuerzas del Duque de Escalona, la artillería al mando de Francisco Ramírez de Madrid ( I Señor de Bornos) y el mando del Corregidor de la ciudad de Jaén Francisco de Bobadilla. Duró 12 días y se realizó con 6000 peones que desmontaron la sierra para allanar el terreno para que pudieran pasar los carros de artillería. La rapidez de la ofensiva, el apoyo de artillería y la ausencia de refuerzos de las plazas de retaguardia ocasionaron que el alcalde de las fortalezas Mahomed Lentin rendiera a Juan de Vilches, alcalde de La Guardia, las plazas de Cambil y Alhabar marchando con su séquito y soldados vivos a Granada. El diplomático estadounidense Wahington Irving en su Crónica de la Conquista de Granada desarrolla las expediciones contra los castillos de Cambil y Alhabar.
En el s. XVI Cambil, al igual del resto de las poblaciones fronterizas, queda despoblada y los castellanos se van a asentar en los mismos núcleos de población que dejaron atrás los musulmanes. Cambil logra su propia jurisdicción independiente de Jaén en 1558 y se le añaden las tierras de Arbuniel. Durante ese tiempo a escasa población de la zona se concentra en torno a ambas fortalezas. Debido la baja productividad de la tierra por sequías y plagas que asolaron la población Arbuniel se mantuvo como una cortijada dependiente de Cambil hasta el s. XVIII. En 1676 se produce la segregación de Cambil de la población de Carchelejo incluido Cárchel y Cazalla (hoy Cárcheles). De acuerdo con las fuentes de Juan Villuga Cambil continua en el camino de Jaén a Almería por Guadahortuna. Esta circunstancia se da hasta finales del s. XVIII en que el trazado que comunica Madrid con Jaén y Granada se traslada a su trazado actual por Campotéjar.
Del Catastro del Marqués de la Ensenada del s. XVIII se extrae el dato de que Cambil era una villa de realengo con 450 vecinos.
Según los datos obtenidos del Diccionario Estadístio Histórico de España y Posesiones de Ultramar de Pascual Madoz de 1847 Arbuniel se beneficia de las instalaciones de molinos harineros movidos por la fuerza del Río Arbuniel, molinos de aceite y de la explotación de olivar de regadío y de huertas gracias a una amplia red de acequias. En 1862 se incorporó a Cambil el territorio de Mata Bejid que hasta entonces había estado bajo la jurisdicción de la ciudad de Jaén.
La recesión en Cambil tiene lugar, como en el resto de Sierra Mágina, a partir de la segunda mitad del s. XX por la emigración a los centros industriales y grandes ciudades de España y Europa Central.

## Geografía humana

### Demografía
Cuenta con una población de 2632 habitantes (INE 2024).
| Gráfica de evolución demográfica de Cambil entre 1842 y 2021                                                          |
| |
| Población de derecho según los censos de población del INE. Población de hecho según los censos de población del INE. |

## Organización político-administrativa

### Elecciones municipales
| Elecciones municipales desde 1979                      |      |      |      |      |      |      |      |      |      |      |      |      |
|                                                        | 1979 | 1983 | 1987 | 1991 | 1995 | 1999 | 2003 | 2007 | 2011 | 2015 | 2019 | 2023 |
| AEI                                                    | -    | -    | -    | -    | -    | -    | -    | -    | -    | -    | -    | 6    |
| PCE/IU                                                 | 0    | 1    | 2    | 2    | 1    | 0    | 2    | 3    | 5    | 7    | 1    | 2    |
| PSOE                                                   | 6    | 8    | 7    | 8    | 5    | 6    | 4    | 5    | 5    | 4    | 6    | 2    |
| AP/PP                                                  | -    | 2    | 2    | 1    | 2    | 1    | 1    | 1    | 1    | 0    | 4    | 1    |
| UCD                                                    | 5    | -    | -    | -    | -    | -    | -    | -    | -    | -    | -    | -    |
| FADI                                                   | -    | -    | -    | -    | 3    | -    | -    | -    | -    | -    | -    | -    |
| AICAM                                                  | -    | -    | -    | -    | -    | 3    | -    | -    | -    | -    | -    | -    |
| ARI                                                    | -    | -    | -    | -    | -    | 1    | 1    | -    | -    | -    | -    | -    |
| PA                                                     | -    | -    | -    | -    | -    | -    | 2    | 2    | -    | -    | -    | -    |
| En negrilla el partido más votado                      |      |      |      |      |      |      |      |      |      |      |      |      |
| Fuente: Datos de las elecciones municipales desde 1979 |      |      |      |      |      |      |      |      |      |      |      |      |

### Alcaldía
| Periodo   | Nombre                                          | Partido                                  |
| --------- | ----------------------------------------------- | ---------------------------------------- |
| 1979-1983 | Juan Ramírez Cámara                             | Partido Socialista Obrero Español (PSOE) |
| 1983-1987 | Juan Ramírez Cámara                             | Partido Socialista Obrero Español (PSOE) |
| 1987-1991 | Juan Ramírez Cámara                             | Partido Socialista Obrero Español (PSOE) |
| 1991-1995 | Manuel Ángel López Ruiz                         | Partido Socialista Obrero Español (PSOE) |
| 1995-1999 | Manuel Ángel López Ruiz                         | Partido Socialista Obrero Español (PSOE) |
| 1999-2003 | Manuel Ángel López Ruiz                         | Partido Socialista Obrero Español (PSOE) |
| 2003-2007 | Ascensión García Oya 2004: Agustín Cubillo Cobo | Partido Andalucista                      |
| 2007-2011 | Luciano Vilches Díaz                            | Partido Socialista Obrero Español (PSOE) |
| 2011-2015 | Miguel Ángel García Martos                      | Izquierda Unida (IU)                     |
| 2015-2019 | Miguel Ángel García Martos                      | Izquierda Unida (IU)                     |
| 2019-2023 | Camilo Torres Cara                              | Partido Socialista Obrero Español (PSOE) |
| 2023-act. | José María Guzmán García                        | AEI                                      |

## Economía

### Evolución de la deuda viva municipal
| Gráfica de evolución de Deuda viva del Ayuntamiento de Cambil entre 2008 y 2019                                |
| |
| Deuda viva del Ayuntamiento de Cambil en miles de Euros según datos del Ministerio de Hacienda y Ad. Públicas. |

## Monumentos y lugares de interés

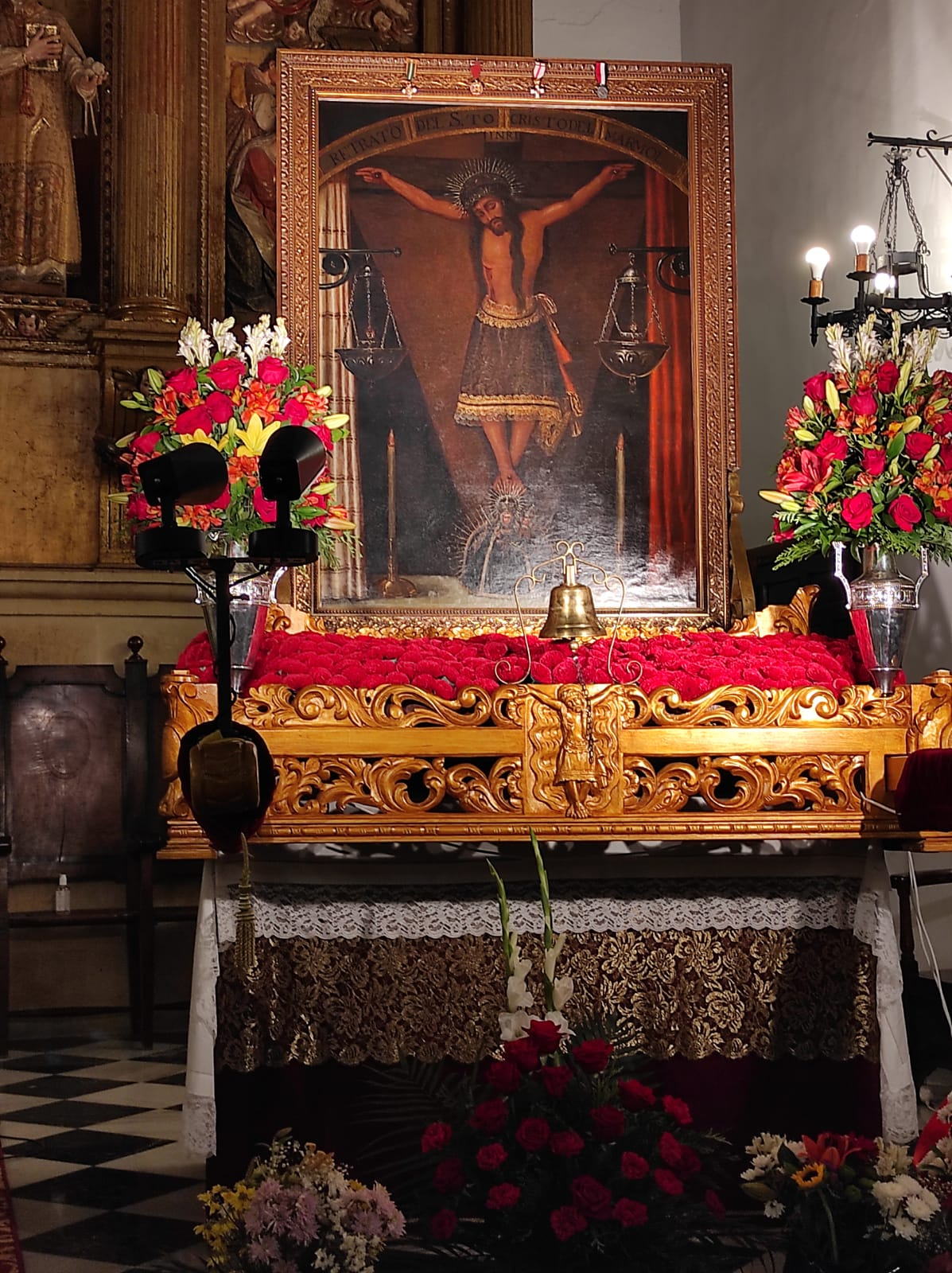
Cristo del Mármol (Cambil)

### Centro histórico artístico
El conjunto histórico de Cambil está considerado como Bien de Interés Cultural desde 2012. Esta consideración abarca el desarrollo inicial de época islámica alrededor de las peñas de Egeño y Achuelo hasta los desarrollos del s. XIX. Se trata de un núcleo urbano uniforme sobre el que destacan las peñas y la torre de la iglesia.
- Castillo de Cambil, bien de interés cultural desde 1993.
- Castillo de Alhabar, bien de interés cultural desde 1993.
- Destacables ejemplos del barroco final o rococó en edificios civiles que forman parte del patrimonio singular del Cambil dentro de su conjunto históricoː
  - Portada barroca del Antiguo Hospital: Data de la segunda mitad del s. XVIII[16]
  - Portada barroca de la Casa del Condestable[17]
- Iglesia Parroquial de la Nuestra Señora de la Encarnaciónː data del s. XVI en estilo clasicista y cuya obra se atribuye a Alonso Barba. El altar mayor cuenta con un notable retablo barroco atribuido a Sebastián de Solís.[18] En ella se encuentra la imagen del Cristo del Mármol.[19]
- La casa de los Aranda o Ermita de Cambil está situada en la Calle Real.
- Tahona u horno de Miguel.
- Casa señorial de la Calle Real del s. XIX y fuente Nuestra Señora del Pilar del XVIII.

### Fuera del núcleo urbano
- Castillo de Mata Bejid, bien de interés cultural desde 1993.
- Cortijo Mata Bejid del s. XIX
- Huellas de reptiles arcosaurios situados en las inmediaciones de Cambil
- Hallazgos íberos de la Edad del Bronce Medio del túnel de Santa Lucíaː encontrados durante la construcción de la autovía A-44 en el km 57.5.
- Iglesia de San Juan Bautista del s. XIX en Arbuniel
- Yacimiento de la Vega del Álamo de Arbuniel
- Necrópolis Altomedieval Del Banco de Arbuniel
- Seis centrales hidroeléctricas repartidas por el término municipal de principios del s. XX[20]
- Monasterio de la Orden de San Basilio Magno situado en Cambil, Jaén, fundado en 1540. Desapareció como convento en 1835. En la actualidad se conservan apenas algunas ruinas.

## Cultura
Se celebran todas las fiestas con lumbres de invierno que son las de San Sebastián, San Blas, cuando además se elaboran las roscas de San Blas, y San Antón. Sobre estos santos hay además tradicionales refranes. Como en toda Sierra Mágina se celebra el carnaval. El 15 de agosto se celebran las fiestas en honor a la Virgen del Rosario, patrona de Cambil, cuya cofradía data de finales del s. XV. En febrero tienen lugar las Fiestas Patronales en honor al Cristo del Mármol que datan del siglo XVII, con procesión del lienzo desde la iglesia parroquial hasta su ermita y regreso con celebración litúrgica. En septiembre se realiza la romería en el Santuario de Nuestra Señora de la Fuensanta. En diciembre la Asociación Cultural La Tambora de Cambil organiza la Fiesta de la Tambora que data del s. XVI con la procesión de madrugada de la Inmaculada Concepcíón y con una novena a la Virgen de la Aurora.
Cuenta con la Asociación Músico Cultural Santa Cecilia, fundada en 1897, con 50 músicos y una escuela cuyo director desde 2002 es Cristóbal López López.
En Semana Santa procesionan los titulares de las Cofradías de Cambil y se llevan a cabo varios actos litúrgicos hasta el Domingo de Resurrección. Son singulares el Sermón de la Madrugada y la Sentencia de Cristo, la carraca y campanillas del Viernes Santo.

## Comunicaciones

### Carreteras
- A-324: atraviesa Cambil por la Calle del Santo. Hacia el oeste y en 7 km lleva a la A-44 con fácil acceso a Granada y Jaén. En dirección contraria en 17 km lleva hasta Huelma, y donde enlaza con la A-401 que lleva hacia el norte a Úbeda por Jódar, y hacia el sur a Murcia y Almería por Guadix
- JA-3204: comunica con la pedanía cambileña de Arbuniel y sigue hasta Montejícar.
- Vías pecuarias: cañada de fuente alta, cordel de la moraleda y vereda del pozuelo.

### Autobuses
Ruta Jaén - Cambil operada por Mágina Sur & Bayona.

## Deportes
Cambil tiene el equipo de fútbol U. D. Cambil Alhabar que juega en el Grupo I de Segunda Andaluza Senior en el campo de fútbol La Vegueta de césped artificial. En cuanto a las pruebas deportivas de atletismo cabe reseñar la carrera "El Desafío Urbano San Blas", que se organiza desde 2011. En cuanto a las instalaciones deportivas, Cambil cuenta con piscina municipal, pistas de pádel. Arbuniel por su parte cuenta con campo de fútbol, gimnasio municipal, instalaciones deportivas de usos múltiples y pista de pádel.
Dentro del parque natural de Sierra Mágina cuenta con varias rutas de senderismo, la ruta de escalada Paredes de Cambil y la ruta BTT vuelta al Almadén.

## Personas notables
- Cristóbal Montoro Romero (1950), economista y Ministro de Hacienda y Función Pública (2011-2018)
- Vicente Oya Rodríguez (1939-2016), historiador, periodista y escritor.
- Pablo Lechuga Rodrígez (1990), ciclista
- Don Vicente Merino Soriano, Secretario general (1972) del Gobierno Civil de Jaén.